# Протестантские изгнанники

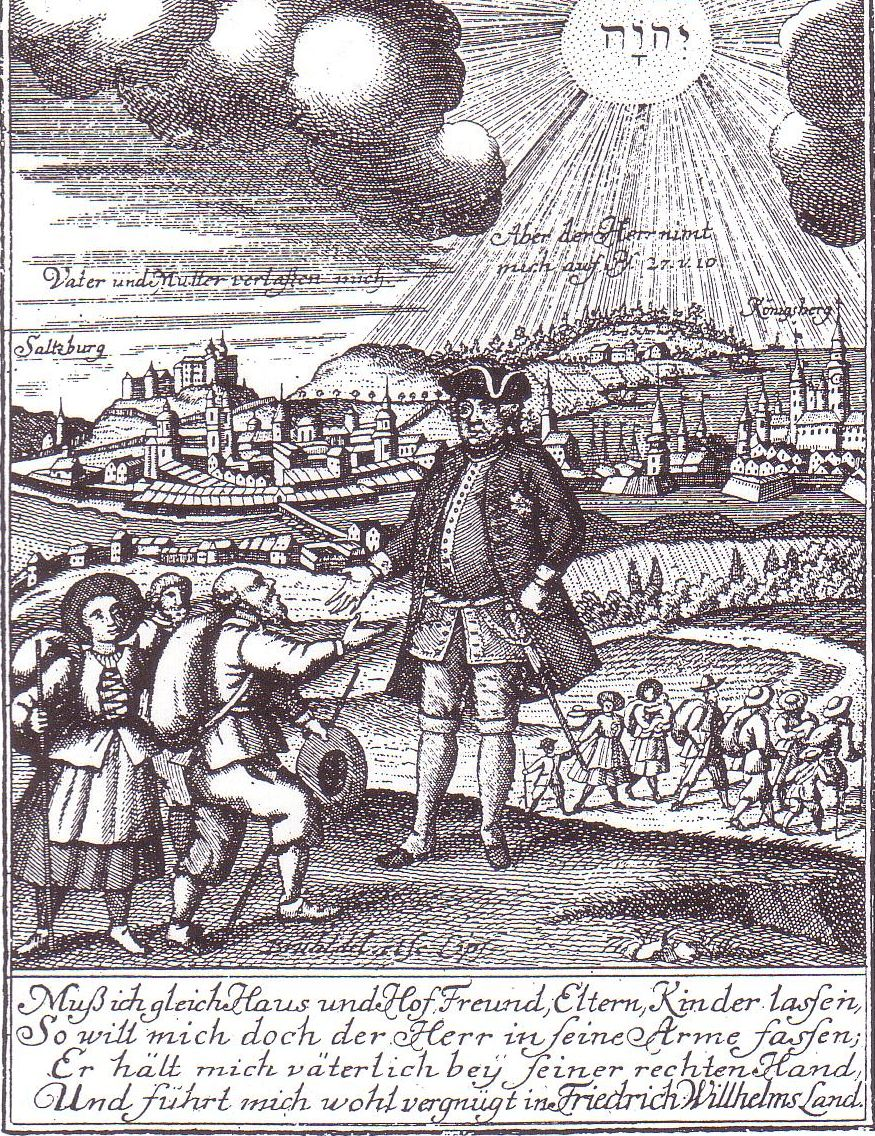
Символическое изображение приема изгнанников из Зальцбурга в Пруссии королем Фридрихом Вильгельмом I.

Изгнанники — в основном протестантские религиозные беженцы, изгнанные со своей родины между XVI—XVIII вв. из-за своих религиозных убеждений.

## Этимология
Слово происходит от причастия настоящего времени «exulans» глагола «exulare» (первоначально: «exsulare»), которое образовалось в существительное «exsul» для «изгнания». Это, в свою очередь, произошло от «ex» для «из…» и «solum» для «земли» или «земли». Таким образом, изгнанники — это буквально те, кто «живет за пределами своей страны». Exilant, с другой стороны, является более новым неологизмом, происходящим от Exile (от латинского «exsilium», также от «exul»).

## История
Бегство и изгнание по религиозным причинам снова и снова происходили на Западе с тех пор, как христианство стало государственной религией Римской империи в IV в.. В высоком и позднем средневековье целые группы населения, такие как катары и вальденсы на юге Франции или гуситы в Богемии, считались еретиками. Против них провозглашались крестовые походы.
Впервые с поздней античности Реформация в Европе XVI века создала ситуацию, при которой большое количество князей также могло исповедовать веру, отличную от католицизма. Если раньше у представителей других религий был единственный выбор между ассимиляцией или уничтожением, то теперь они могли рассчитывать на более или менее доброжелательный прием на территориях, правители которых разделяли или терпели их верования.
Возможность эмиграции даже получила правовую основу в Аугсбургском религиозном мире 1555 года. В соответствии с принципом cuius regio, eius religio правители имели право определять господствующую религию и предоставили свободное право уезда для католических или лютеранских подданных в обмен на уплату налога.
Только после Вестфальского мира реформаты также добились равенства в соответствии с имперским законом с католиками и лютеранами. В дополнение к праву на беспрепятственную эмиграцию члены трех официально признанных конфессий с 1648 г. имели право исповедовать свою веру в частном порядке на территории правителя другой веры. Анабаптисты и меннониты по-прежнему были лишены этого равенства.
В Европе XVI—XVII вв. только жители Речи Посполитой и Трансильвании пользовались полной религиозной терпимостью. Все другие монархии, особенно католические страны Испании и Франции, предприняли строгие меры против других вероисповеданий. В Англии гражданские права католиков были ограничены, как и в более терпимых Нидерландах.

## Создание поселений изгнанников
После опустошившей Германию Тридцатилетней войны все больше и больше правителей признавали экономические возможности, которые открывались в результате приёма религиозных изгнанников. В XVIII в. король Пруссии Фридрих II своими указами об увеличении населения заложил основу для успешной внутренней колонизации. Он призвал около 60 тыс. поселенцев в свою страну и построил около 900 деревень для колонистов. Выражением этого отношения, которое больше ориентировано на полезность, чем на терпимость, является его известное высказывание:

Все религии равны и хороши, лишь бы люди, которые исповедуют, были честными людьми, а если-бы пришли турки и язычники и захотели заселить страну, то мы-бы захотели построить им мечети и церкви.
Еще в XV в. некоторые мыслители раннего Просвещения на основании сравнения Нидерландов с Испанией поняли, что существует связь между религиозной терпимостью и процветанием страны: те, кто покинул родину по религиозным мотивам, могли позволить себе это экономически. Так получилось, что во многих случаях ссыльные вскоре сформировали экономику принявших их стран и внесли значительный вклад в их процветание. Примером этого является Музиквинкель в Фогтланде, который был заселен богемскими производителями музыкальных инструментов.
В частности, в Германии возник ряд ссыльных городов — в основном по инициативе государя, — в которые принимали беженцев одного или нескольких вероисповеданий. Особенно ярким примером этого является основание города Нойвид, в котором была широкая свобода вероисповедания для всех конфессий.

### Нойвид

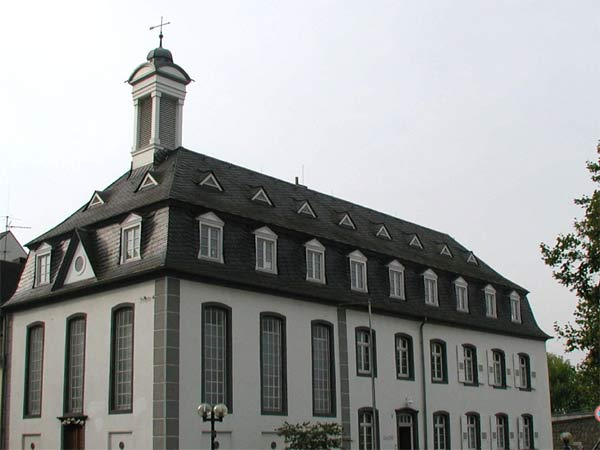
Бывшая меннонитская церковь в Нойвиде.

Реформатское графство Вид сильно обеднело во время Тридцатилетней войны. Граф Фридрих III решил усилить экономику страны участием в рейнской торговле и в 1653 году основал новую резиденцию Нойвид на узком рейнском берегу графства, которое часто страдало от наводнений. Чтобы привлечь больше жителей в медленно растущее и топографически неблагоприятное поселение, он предоставил ему в 1662 г. городскую привилегию, которая гарантировала жителям многочисленные свободы - прежде всего право на широкую свободу вероисповедания и гражданско-правовое равенство независимо от их религиозной принадлежности (в остальной части графства было разрешена только реформация).
Эта привилегия, подкрепленная регулярными мероприятиями по привозу людей, привела к росту населения после 1662 г., и последующие графы Вида сохраняли политику религиозной терпимости в Нойвиде. Желающим переехать давались концессии на поселение, они могли отстаивать свои задокументированные религиозные и гражданские права в судебных процессах в имперском камеральном суде или надворном совете. Это была важная уступка, особенно для членов не признанных имперским законодательством религиозных общин. При Иоганне Фридрихе Александре цу Вид в первой половине XVIII в. в Нойвиде постоянно жили члены семи различных религиозных общин: кальвинисты, к которым также принадлежал Графенхаус, лютеране, католики, меннониты, моравцы, инспирационисты и евреи. Иногда в городе селились квакеры и французские гугеноты.
Изгнанники часто приносили с собой в Нойвид новые профессии и навыки, которые приносили городу экономическое процветание. Мебель моравской фабрики Авраама и Давида Рентгенов или богато украшенные часы Петера Кинцинга пользовались спросом при княжеских дворах по всей Европе.
С середины XVIII в. Нойвид считается ярким примером религиозного святилища в просвещенном мире. Посетитель города написал в путевом очерке 1792 года: «Каждый, кто сомневается в последствиях веротерпимости, должен прийти сюда и устыдиться своей малой веры. Приверженцы самых различных религиозных систем живут здесь мирно бок о бок, и под их руками процветают промышленность и торговля».

### Примеры изгнанных городов
- Чешский Рихсдорф
- Эрланген
- Воля Августова[3],
- Фридрихштадт
- Георгенфельд
- Глюкштадт
- Ханау[4]
- Хернхут
- Йохангеоргенштадт
- Бад-Карлсхафен
- Клингенталь
- Маркнойкирхен
- Ной-Изенбург
- Штадт Нойзальца
- Новавес
- Шпроттишвальдау,[5]
- Вайн
- Циллерталь-Эрдмансдорф

## Weblinks
- Exulantenforschung Gesellschaft für Familienforschung in Franken e.V.
- Exulantennamen im Raume Weißenburg Stadtwiki Weißenburg
- Familiennamen der Salzburger Emigranten Salzburg WIKI
- Die Geschichte einer Exulanten-Familie aus deren Sicht: 1652 Flucht und Vertreibung aus Österreich.
  - Denkmale für Exulanten www.pfaenders.com
- Digitalisierung der sog. Bergmann’schen Exulantensammlung
- Protestantische Glaubensflüchtlinge — статья из Исторического словаря Швейцарии (нем.) (фр.) (итал.)
- Geschichte des Joseph Schaitberger aus Sicht seiner Nachkommen in USA (Engl.)
- Nordböhmische Exulanten aus Platten, 1653: http://www.im-vertrauen-bauen.de/fileadmin/portal/www.im-vertrauen-bauen.de/pool/15_Rathe.pdf